# Cabello de ángel
Il Cabello de ángel (letteralmente "capelli d'angelo") è una marmellata trasparente a base di zucca del Siam (Cucurbita ficifolia) e zucchero bianco. È originario di Maiorca, ma il suo uso si è diffuso nel resto della Spagna e in alcuni paesi delle Americhe.

## Preparazione

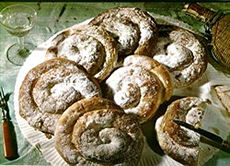
Le ensaimada maiorchine sono spesso ripiene con cabello de ángel

La zucca viene fatta bollire in acqua fino a quando non si sfalda in filamenti. Questa polpa in seguito viene cotta nello sciroppo di zucchero mescolando lentamente e frequentemente. 
A Maiorca, invece di essere bollita, la zucca viene cotta al forno, intensificando il sapore. La marmellata può essere condita anche con cannella o scorza di agrumi. È meglio se preparata in primavera, una volta che le zucche sono completamente mature.

## Utilizzo
La preparazione, oltre che essere consumata spalmata su fette di pane, può anche entrare nella composizione dei ripieni di varie specialità dolciarie.